# ۸۲۶ (قمری)
۸۲۶ (قمری)، هشتصد و بیست و ششمین سال در گاهشماری هجری قمری است. اول محرم این سال برابر با بیست و چهارم دسامبر سال ۱۴۲۲ میلادی است.

## وابسته
- باب (لقب)